# Вендета (фільм, 2022)
«Вендета» (англ. Vendetta) — американський бойовик-трилер 2022 року про помсту батька за смерть його доньки. Сценарист і режисер Джаред Кон, у головних ролях знялися — Клайв Стенден, Тео Россі, Майк Тайсон, Томас Джейн та Брюс Вілліс.
17 травня 2022 року фільм вийшов в обмежених кінотеатрах і на платформах за запитом завдяки компанії Redbox Entertainment. В Україні фільм вийшов у прокат 16 червня 2022 року.

## Сюжет
У передмісті Джорджії сімейний чоловік і колишній морський піхотинець Вільям Дункан (Клайв Стенден) збирається забрати вечерю зі своєю 16-річною дочкою Кет (Медді Ніколс), софтболісткою, яка мріє грати професійно. Поки Вільям дістає їжу, Кет, яка чекала батька у машині, вбивають під час розбірок брати Рорі (Тео Россі) і Денні (Кебот Басден) представники вуличних банд. Незабаром їх заарештовують поліцейські. Однак через байдужість та бездіяльність правоохоронців справедливого покарання убивць не сталося.
Вільям вирішує взяти правосуддя в свої руки. Він починає стежити за Денні та планує вбити його наступної ночі. Розлючені Донні та Рорі вирушають на шлях помсти, щоб усунути Вільяма. Не впоравшись із місією, Вільям зрештою вбиває Рорі та Донн, однак один із убитих виявився сином великого мафіозі. Так проти колишнього морпіха починається справжня війна, розпочата злочинними угрупованнями…

## У ролях
- Клайв Стенден — Вільям Дункан[5]
- Тео Россі[5] — Рорі Феттера
- Майк Тайсон[5] — Роуч
- Томас Джейн[5] — Данте
- Брюс Вілліс[5] — Донні Феттера
- Курт Юе — детектив Броуді
- Лорен Бугліолі — Джен Дункан
- Медді Ніколс — Кет Дункан
- Дерек Руссо — Зак
- Кайя Коулі — медсестра Пем

## Виробництво
Знімання завершили у вересні 2021 року.
Того ж місяця Redbox Entertainment оголосила про придбання прав на розповсюдження фільму в США. «Вендета» — один із останніх фільмів, у якому знімався Вілліс, який припинив акторську кар'єру, оскільки у нього діагностували лобно-скроневу деменцію.

## Реліз
Фільм вийшов у прокат в обмежених кінотеатрах і на платформах за запитом 17 травня 2022 року Redbox Entertainment. В Україні фільм вийшов у прокат 16 червня 2022 року.

### Критика
Рене Родрігес з Variety дав негативну рецензію, сказавши: «Кількість трупів починає зростати. Так само й неправдоподібності разом із нудьгою» Браян Костелло з Common Sense Media також дав негативну рецензію, сказавши: «Коли найсерйознішу та переконливу гру в фільмі показує сер Майк Тайсон, ви знаєте, що у вас проблеми».

### Каса
Станом на 17 лютого 2023 року Vendetta зібрала 175 173 доларів США в Об'єднаних Арабських Еміратах, Росії та Південній Кореї.